# Delmenhorst
Delmenhorst város Németországban, Alsó-Szászországban.

## Fekvése
Oldenburgtól északnyugatra, Brémától nyugatra fekvő település. Delmenhorst Bréma, Diepholz, Oldenburg és Wesermarsch járásokkal határos.

### Városrészei

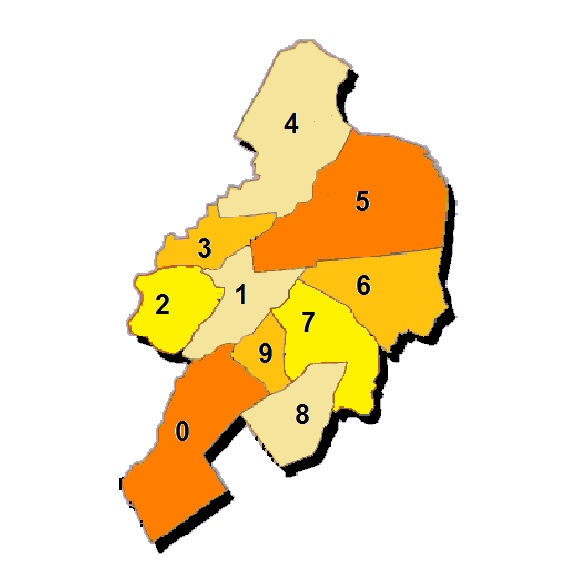
Delmenhorst

| Szám | Név                   | Fő (2010) | Kerületek a városrészben                                                   |
| ---- | --------------------- | --------- | -------------------------------------------------------------------------- |
| 1    | Mitte                 | 7.791     | Mitte/Nord, Mitte/West, Bahnhofstraße, Mitte/Ost, Wiekhorn                 |
| 2    | Deichhorst            | 10.7550   | Tiergarten, Lange Wand, Caspari                                            |
| 3    | Dwoberg/Ströhen       | 8.327     | Ströhen Nord, Lessingstraße, Hansaviertel                                  |
| 4    | Bungerhof             | 6.915     | Deichhausen, Neuendeel, Hasbergen, Schönemoorer Straße, Deichhäuser Heide  |
| 5    | Schafkoven/Donneresch | 10.0580   | Schohasbergen, Nordwolle, Tappenort                                        |
| 6    | Iprump/Stickgras      | 5.516     | Emshoop, Bremer Straße                                                     |
| 7    | Stickgras/Annenriede  | 10.6210   | Stephanusstraße, Tiefes Moor, An der Riede Nord, An der Riede Süd, Hasport |
| 8    | Hasport/Annenheide    | 4.144     | Hasportsee, Annenheide West, Annenheide Ost                                |
| 9    | Düsternort            | 7.632     | Stadion, Düsternort Süd                                                    |
| 0    | Brendel/Adelheide     | 5.415     | –                                                                          |

## Története

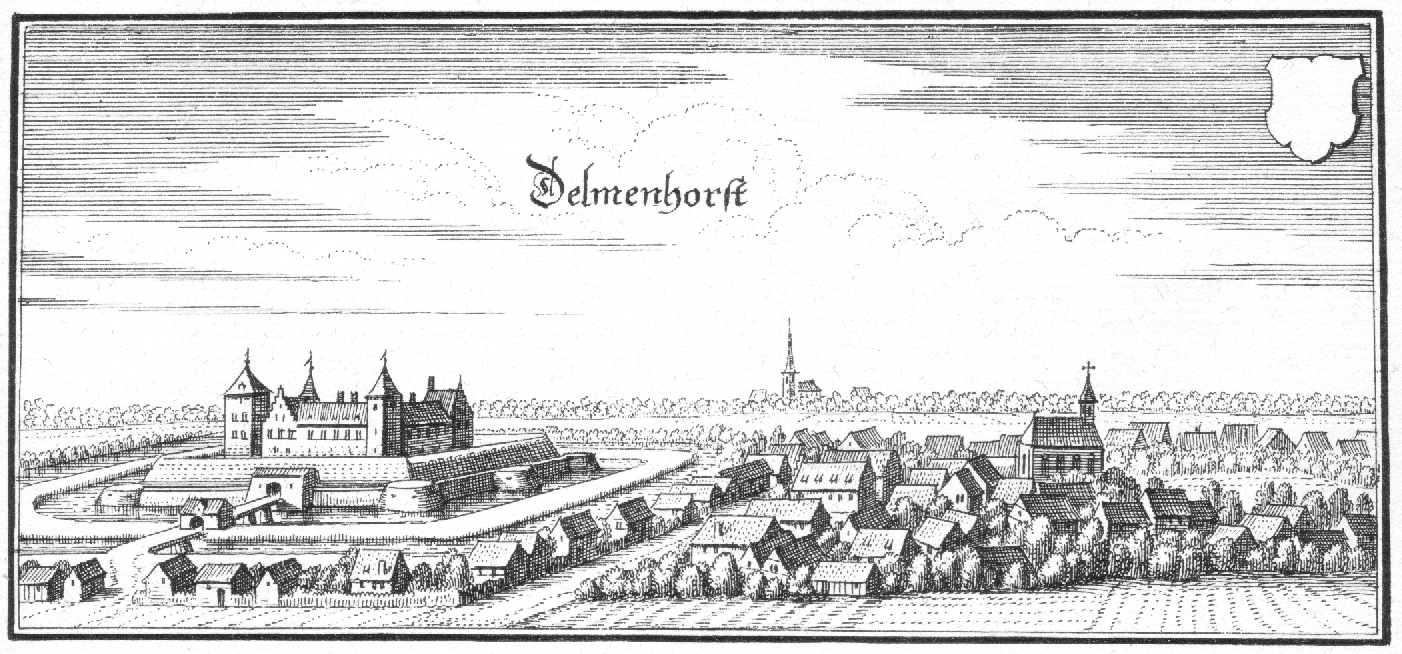
Az egykori vízivár

Delmenhorst nevét 1254-ben említette először oklevél, miután Gróf Oldenburg, I. Ottó, megvette a Delme folyó közelében levő helyet, 1234-ben várat építtetett itt, hogy megvédje az újonnan alapított települést. Delmenhorst később hírhedt volt rabló-báróiról. Münster püspök alatt, 1482-ben megostromolták a várat.
Az oltenburgi grófok által emelt vízivárat kétszeres vizesárok vette körül, melynek részei máig megvannak. A vár 1711-ben megsemmisült, a település 1667-től 1773-ig az oldenburgi grófsággal együtt a dán korona birtoka lett.
1806-ban a francia és a holland hadsereg foglalta el; Delmenhorst Napóleon alatt 1811-1813 között része volt a francia birodalomnak is.
Az 1870 után fejlődésnek indult város életét máig befolyásolja Bréma közelsége.

## Nevezetességek

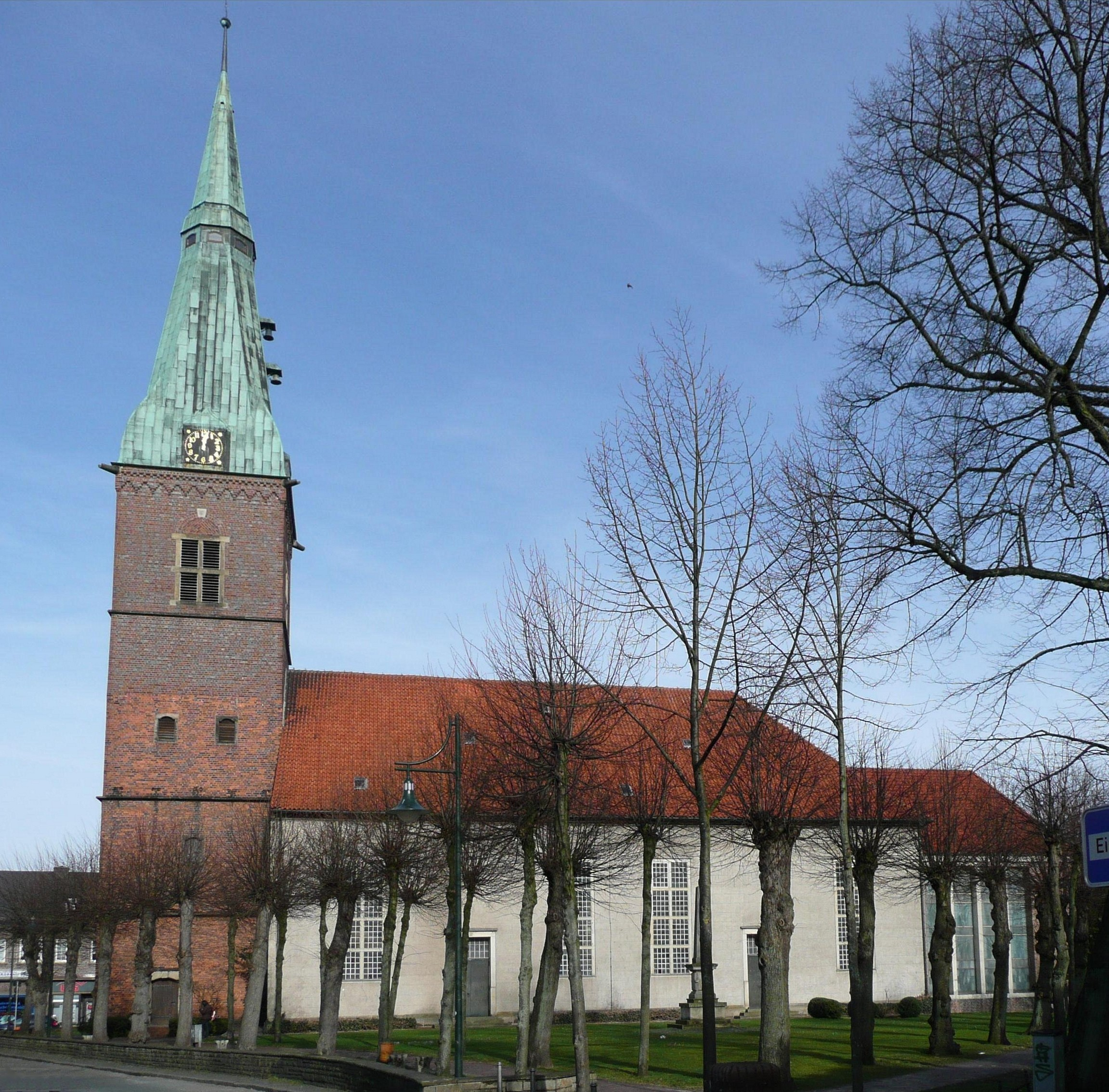
Evangélikus templom

- Városháza (Rathaus) - 1912-1913-ban épült.
- Víztorony - 42 méter magasságú.

## Híres emberek
- Itt született Arthur Fitger német költő, író, festőművész (1840–1909)
- Itt született Theodor Bohlmann-Combrinck német katona. (1891–1956)